# PRIDE 12
PRIDE 12: Cold Fury fue un evento de artes marciales mixtas producido por PRIDE Fighting Championships, celebrado el 23 de diciembre de 2000 en el Saitama Super Arena de Saitama.